# Битка код Будачког
Будачка битка вођена је 22. септембра 1575. године између војске Османског царства под Ферхад-пашом са једне и војске Хабзбуршке монархије под Хербардом VIII Ауерспергом са друге стране. Завршена је турском побједом.

## Битка
Босански беглербег Ферхад-паша је прикупио августа 1575. године јаче снаге код Крупе на Уни и кренуо на сјевер према долини ријеке Коране. На вијест о његовом продору у Хрватску, командант Хрватске крајине потпуковник Ауерсперг је наредио крајишким капетанима да хитно прикупе своје снаге код Будачког, на око 15 km јужно од Карловца. До вечери 21. септембра, стигло је око 1.000 пјешака и коњаника са храстовичким капетаном Јулијем Задранином, капетаном Зриња Томом Чадешом и неким племићима из ближе околине. Стигла је и чета жумберачких ускока. У зору 22. септембра, када су предстраже примијетиле приближавање Турака, Ауерспрег је упутио у извиђање хусарско одјељење под капетаном Иваном Војковићем, а сам се, са пратњом од 60 коњаника, упутио ка предстражи. Хусарско одјељење убрзо је разбијено у сукобу са турском претходницом. На мјесто борбе пристигао је Ауерсперг са пратњом и напао Турке, надајући се да ће за њим поћи остале његове трупе. У жестоком јуришу он је потиснуо турску претходницу и неопрезно налетио на пристиглу турску главнину. У неједнакој борби прса у прса погинуо је Ауерсперг, а сва његова пратња изгинула је или заробљена. Накнадно пристигле крајишке јединице појединачно су потучене и већином заробљене.

## Посљедице
Послије те побједе Ферхад-паша опустошио је сав крај до Метлике, и са знатним плијеном преко Каменског и Стеничњака вратио се у Босну. Бој код Будачког и Ферхадов упад у Крајину указали су на слабост граничне заштите, посебно на правцу који је долином Коране и Купе водио у аустријске земље, због чега су сталежи Крањске, Корушке и Штајерске одлучили да реорганизују и појачају Војну крајину и подигну тврђаву која ће понијети назив Карловац.